# Темпти-рапташ
Темпти-рапташ — верховный правитель (суккаль-мах) Элама, правивший около 1625—1605 годов до н. э., из династии Эпартидов.
Темпти-рапташ был, видимо, племянником Кутир-Шилхаха I, в правление которого он был наместником Суз. С Темпти-рапташа начинается восьмое поколение царей династии Эпартидов. С этого времени наши основные источники — правовые документы из Суз — становятся всё более редкими.
Поначалу Темпти-рапташ правил без наместника Суз, но в конце концов назначил на эту должность Кудузулуша III, который и сменил его на посту верховного правителя после его смерти.
| Династия Эпартидов (Суккаль-махи) |                                            |                         |
| Предшественник: Кутир-Шилхаха I   | суккаль-мах Элама ок. 1625 — 1605 до н. э. | Преемник: Кудузулуш III |